# Valor de empresa
El valor de empresa es un cálculo económico que refleja el valor de mercado de un negocio entero. Es el resultado de la suma del importe de sus acreedores y sus fondos propios. El valor de empresa es una métrica fundamental usada en la valoración de negocios, en modelos financieros, contabilidad, análisis de carteras, etcétera.
El valor de empresa es más exhaustivo que la capitalización bursátil, que sólo incluye el valor de los fondos propios.